# Synchiropus circularis
Synchiropus circularis är en fiskart som beskrevs av Fricke, 1984. Synchiropus circularis ingår i släktet Synchiropus och familjen sjökocksfiskar. Inga underarter finns listade i Catalogue of Life.